# کوکوندی
کوکوندی شهری در شهرستان سابسه در استان بام در بورکینافاسوی شمالی است و جمعیت آن ۱۲۲۲ نفر است.